# Thirty Three & 1/3
| 전문가 평가                   | 전문가 평가 |
| 평가 점수                     | 평가 점수   |
| 출처                          | 점수        |
| ----------------------------- | ----------- |
| AllMusic                      | [ 2 ]       |
| All-Music Guide to Rock       | [ 3 ]       |
| Blender                       | [ 4 ]       |
| Christgau's Record Guide      | B–          |
| Elsewhere                     | [ 6 ]       |
| Encyclopedia of Popular Music | [ 7 ]       |
| Mojo                          | [ 8 ]       |
| Music Story                   | [ 9 ]       |
| The Rolling Stone Album Guide | [ 10 ]      |
| Uncut                         | 7/10        |

《Thirty Three & 1/3》(음반 커버에 《Thirty Three & 1/ॐ》로 스타일링됨)은 1976년 11월 19일에 발매된 영국의 음악가 조지 해리슨의 일곱 번째 스튜디오 음반이다. 해리슨의 첫 음반 발매는 다크 호스 레코드였으며, 음반 마스터 테이프를 늦게 전달한 결과 A&M 레코드에서 워너 브라더스 레코드로 전 세계적으로 배포되었다. 해리슨은 음반 제작에 영향을 미치는 다른 불행들 가운데서도 간염에 걸렸고, 1970년~71년 히트곡 〈My Sweet Lord〉에 대한 저작권 침해 소송은 원고인 브라이트 튠즈 뮤직에 유리하게 결정되었다. 이 음반에는 미국 톱 30 싱글 〈This Song〉(해리슨의 소송 풍자, 팝 음악에서의 표절 개념)과 〈Crackerbox Palace〉가 수록되어 있다. 음반과 관련된 문제들에도 불구하고, 많은 음악 평론가들은 해리슨의 1974-75년 작품 수상이 좋지 않은 이후 《Thirty Three & 1/3》를 다시 작곡한 것으로 인식했고, 1970년 작 《All Things Must Pass》 이후 그의 가장 강력한 곡 모음으로 간주했다.
해리슨은 톰 스콧의 프로듀싱 보조로 프라이어 파크 홈 스튜디오에서 《Thirty Three & 1/3》을 녹음했다. 녹음된 다른 음악가로는 빌리 프레스턴, 게리 라이트, 윌리 위크스, 데이비드 포스터, 앨빈 테일러가 있다. 해리슨은 이 음반을 위해 대대적인 홍보에 나섰는데, 이 중 두 곡은 몬티 파이튼의 멤버 에릭 아이들이 감독을 맡았으며, 라디오와 TV에 다수 출연했다. 후자 중에는 NBC TV의 《새터데이 나이트 라이브》에서 싱어송라이터 폴 사이먼과의 라이브 공연이 있었다. 이 음반은 2001년 해리슨의 죽음 이후 《The Dark Horse Years 1976–1992》 재발행의 일환으로 2004년에 리마스터되었다.

## 배경
1976년 1월, EMI와 비틀즈의 음반 계약 하에 마지막 음반 《Extra Texture (Read All About It)》가 발매된 지 4개월 후, 조지 해리슨은 자신의 음반사인 다크 호스 레코드에 녹음할 뜻을 밝혔다. 해리슨은 1974년 5월 A&M 레코드와 5년 배급 계약을 체결하면서 음반사를 설립했다. 다른 다크 호스 가수들 외에도, 이 계약은 해리슨으로부터 4개의 솔로 음반을 요구했고, 그 중 첫 번째 음반은 1976년 7월 26일까지였다.
매년 프랑스 칸에서 열리는 MIDEM 음악 박람회에서 발표를 한 후 해리슨은 1976년 초 음악 제작 이외의 활동에 참여하였다. 가장 중요한 것은 1970년~71년 히트 싱글 〈My Sweet Lord〉에서 해리슨이 치폰스의 노래 〈He's So Fine〉의 저작권을 침해했다고 주장하는 음악 출판사 브라이트 튠즈에 의해 그에게 제기된 장기간의 표절 소송에 대한 법정 소송이다. 2월과 3월에 로스앤젤레스에 있는 동안 해리슨은 1974년 북미 투어에서 라비 샹카르와 함께 제안된 다큐멘터리 영화를 작업했다. 4월 20일, 그는 〈The Lumberjack Song〉의 코러스의 일부로 왕립 캐나다 기마경찰 복장을 한 몬티 파이튼 코미디 극단과 함께 뉴욕 무대에 게스트로 출연했다. 피터 도겟은 해리슨의 건강이 1974년 패티 보이드와의 결혼 실패 이후 점점 더 알코올과 코카인에 의존하게 된 생활 방식 때문이라고 파이톤스의 마이클 페일린은 나중에 해리슨이 "피곤하고 병들어 보였다"고 회상했다.
5월 말에 음반을 위한 세션을 시작한 후, 해리슨은 간염으로 쓰러졌고 여름 내내 일할 수 없었다. 그는 그의 파트너 올리비아 아리아스가 기존의 의학적 치료를 받으라는 요구에 동의하기 전에, 파라마한사 요가난다의 저서인 《Scientific Healing Affirmations》에서 제안한 것처럼, 치료법으로서 구호를 외치는 기술을 처음 시도했지만, 마찬가지로 성공적이지 못했다. 그 후 아리아스는 침술과 같은 자연요법을 연구했다. 해리슨의 건강은 캘리포니아에서 침술가 자이언 유와 함께 일련의 치료를 통해 곧 회복되었다. 해리슨은 나중에 "나는 술을 끊기 위해 간염이 필요했습니다"라고 말했다. 새 음반 타이틀인 《Thirty Three & 1/3》은 녹음 당시 그의 나이와 함께 턴테이블에서 비닐 LP가 재생되는 속도를 반영했다.

## 곡 목록
모든 곡들은 특별한 언급이 없는 한 조지 해리슨에 의해 작사/작곡하였다.
| #  | 제목                           | 재생 시간 |
| -- | ------------------------------ | --------- |
| 1. | 〈Woman Don't You Cry for Me〉 | 3:18      |
| 2. | 〈Dear One〉                   | 5:08      |
| 3. | 〈Beautiful Girl〉             | 3:39      |
| 4. | 〈This Song〉                  | 4:13      |
| 5. | 〈See Yourself〉               | 2:51      |

| #  | 제목                         | 작사·작곡 | 재생 시간 |
| -- | ---------------------------- | --------- | --------- |
| 1. | 〈It's What You Value〉      |           | 5:07      |
| 2. | 〈True Love〉                | 콜 포터   | 2:45      |
| 3. | 〈Pure Smokey〉              |           | 3:56      |
| 4. | 〈Crackerbox Palace〉        |           | 3:57      |
| 5. | 〈Learning How to Love You〉 |           | 4:13      |

## 인증
| 국가                       | 인증 | 판매량/출하량 |
| -------------------------- | ---- | ------------- |
| 미국 (RIAA)                | 골드 | 500,000^      |
| 영국 (BPI)                 | 실버 | 60,000^       |
| ^출하량을 기반으로 한 인증 |      |               |